# NGC 6141
NGC 6141 é uma galáxia espiral (S?) localizada na direcção da constelação de Hercules. Possui uma declinação de +40° 51' 30" e uma ascensão recta de 16 horas, 23 minutos e 06,3 segundos.
A galáxia NGC 6141 foi descoberta em 27 de Maio de 1886 por Guillaume Bigourdan.